# At-Taramisa
At-Taramisa (arab. الترامسة) – miejscowość w Egipcie, w muhafazie Kina. W 2006 roku liczyła 20 210 mieszkańców.